# La croce di diamanti
La croce di diamanti (Mara Maru) è un film del 1952 diretto da Gordon Douglas.
È un film d'avventura statunitense ambientato nelle Filippine con Errol Flynn, Ruth Roman, Raymond Burr e Paul Picerni.

## Produzione
Il film, diretto da Gordon Douglas su una sceneggiatura di N. Richard Nash e un soggetto di Philip Yordan, Sidney Harmon e Hollister Noble, fu prodotto da David Weisbart per la Warner Bros. e girato a Calabasas e nel porto di San Pedro a Long Beach, in California (altre scene furono girate sulla Balboa Island e nei pressi della San Fernando Mission, nel sud della California), dal 22 ottobre a metà dicembre 1951. Il titolo di lavorazione fu  Manila. Durante le riprese Ruth Roman e Errol Flynn subirono degli infortuni: la prima fu ricoverata in ospedale dopo essersi ferita al braccio, il secondo soffrì di bruciature alla faccia dopo aver girato la scena dell'incendio.

## Distribuzione
Il film fu distribuito con il titolo Mara Maru negli Stati Uniti dal 23 aprile 1952 al cinema dalla Warner Bros.
Altre distribuzioni:
- in Germania Ovest il 24 giugno 1952 (Schatzsucher in der Südsee)
- in Finlandia il 5 settembre 1952 (Mara Maru)
- in Austria nell'ottobre del 1952 (Mara Maru)
- in Svezia il 17 novembre 1952 (Mara Maru)
- in Portogallo l'11 dicembre 1952 (Mara Maru)
- in Danimarca il 1º luglio 1953 (Orkan over Manila)
- in Turchia nell'ottobre del 1953 (Mara Maru)
- in Spagna (Mara Maru)
- in Grecia (Mara Maru)
- in Italia (La croce dei diamanti)

## Critica
Secondo il Morandini è un "film avventuroso dal ritmo letargico". Secondo Leonard Maltin è un "grande film d'avventura".